# Pitalito
Pitalito es un municipio colombiano localizado en el sur oriente del departamento del Huila. Yace sobre el valle del Magdalena y sobre el vértice que forman las cordilleras central y oriental, en el sur del alto Magdalena. Su extensión territorial es de 653 km², su altura de 1.318 metros sobre el nivel del mar y su temperatura promedio es de 18-21 °C.
Cuenta con una población de 134.110 habitantes de acuerdo con proyección del DANE para año 2023. Hace parte de la región Subsur del departamento. Es considerado como la Estrella Vial del Sur-colombiano por su localización estratégica, que permite la comunicación con los departamentos del Cauca, Caquetá y Putumayo. Además es conocido como "El Valle de Laboyos", ya que hace parte del Macizo Colombiano y del Cinturón Andino, declarado por la UNESCO en 1972, Reserva de la Biosfera.
Es el segundo municipio más poblado del departamento del Huila y es considerado como el mayor productor de café de Colombia, siendo epicentro de producción el corregimiento de Bruselas. En varias ocasiones ha sido premiado con la “Taza de la Excelencia”. Debido a su ubicación en el Valle de Laboyos, los nacidos en Pitalito, son llamados Laboyanos.

## Elementos identitarios

### Toponimia
La palabra Pitalito es un toponímico que viene de la voz pitu, botón de planta; pitaj, alguien; pita, hilo. Lo anterior le daría una relación directa con la planta de Pitahaya o en su defecto con la mata de Pita cuyo significado en cualesquiera de las lenguas quechuas es 'hilo delgado'.
Sin embargo, se dice también que Pitalito, es un diminutivo de Pital, cuando algunos de sus habitantes venidos de este histórico municipio fundado por allá en el año de 1719, resolvieron radicarse en Cálamo y luego de formada su respectiva colonia, la denominaron el Pitalito. Según datos históricos confiables, una quebrada que surcaba el centro de la altiplanicie de Pitalito llevaba el nombre de El Pital y posteriormente pasó a llamarse quebrada de Aguablanca, lo que confirma la influencia ejercida por los inmigrantes laboyanos en el área del naciente poblado.

### Símbolos

#### Bandera
Está compuesta por tres franjas de color vertical. De derecha a izquierda:
- Verde: Representa la fertilidad de la región, un abundante valle de laboyos, lleno gran sin número de productos agrícolas de la región. Este color también representa la esperanza que posee cada laboyano para formar una mejor ciudad. Ocupa el 50% de la bandera.
- Blanco: Representa que esta es una región de paz y prosperidad. Fundando una ciudad bajo los estamentos de honestidad y pureza. Se representa en cada una de las personas que contribuyen a fomentar un agradable ambiente de hospitalidad y simpatía con cada uno de los propios y visitantes. Ocupa el 25% de la bandera.
- Celeste: Representa los ríos que surcan el valle de laboyos, contribuyen a la fertilidad de los suelos de dicha región como fuente de vida. Ocupa el 25% de la bandera.

#### Escudo
Reúne todos los aspectos que representan esta ciudad, desde su punto de vista geográfico, económico, cultural e histórico.
- Geografía: La forma y fondo del Escudo representa el valle donde está ubicado el Municipio; la franja azul representa los ríos Magdalena, Guachicos, Guarapas y la Laguna de Guaitipán.
- Economía: Está representado por la silueta de una herradura en honor a la feria artesanal y equina que se realiza en el mes de noviembre; la Guayaba representa la parte agrícola abundantemente cosechada aún sin cultivar.
- Cultura: Representado por la silueta amarilla de una vasija de barro, en representación de la cerámica laboyana conocida en el ámbito Nacional e Internacional con la famosa chiva, la industrialización de la cerámica está representada por el torno, herramienta fundamental donde se encuentra la fecha de fundación y el nombre de nuestro pueblo.
- Historia: Representado en la base del torno, donde se encuentra San Antonio y la fecha de fundación, simboliza el nacimiento de Pitalito. Los anteriores símbolos están sostenidos por una silueta blanca de dos manos que representa la amistad y laboriosidad de todos los Laboyanos.[12]

#### Himno
Fue compuesto por Juan Carlos Ortiz Tovar, oriundo de Pitalito. Este laboyano es compositor y escritor. Con una letra sencilla alusiva al enclave natural del valle de laboyos y música predominantemente autóctona.
Tierra de música y fuego, manantial de bellos sueños
Hamaca de mil colores, donde se mece el sureño (x2)
Valle grato y campesino, que una vez fuiste laguna.
El sol se bebió tus aguas, forjando así nuestra cuna (x2)
Pueblo que entrega su vida, para salvarnos mañana
Por los ríos de sus venas, que son sangre laboyana (x2)
Uniremos a tu risa, un grito de salvación
Para contarle a Colombia, que somos de su nación (x2)
Si has de morir por nosotros, morirás de simpatía
Y yo moriré contigo, Pitalito tierra mía (x2)
Si otro patrón te esclaviza, y nos roba tu amistad
El clamor de tus paisanos, te dará la libertad
¡Libertad!

## División Político-Administrativa

### Comunas
La Cabecera municipal se encuentra dividido en las siguientes comunas:
- Comuna Noroccidental o Comuna 1: La comuna uno agrupa 32 barrios. Dentro de esta comuna se encuentran ubicadas varias instituciones educativas, también está ubicada la Plaza de Mercado Mayorista y la Villa Olímpica.
- Comuna Nororiental o Comuna 2: La comuna dos agrupa 27 barrios. Allí se ubica la Universidad Surcolombiana Sede Pitalito, El Centro Comercial Café Mall, las Tiendas Metro, y algunas de las urbanizaciones y conjuntos de mayor importancia de la ciudad, ya que en esta comuna se encuentra la llamada "Zona Diamante" o zona de mayor valorización de la ciudad.
- Comuna Central o Comuna 3: La comuna tres agrupa 10 barrios. En esta zona está ubicado el microcentro de la ciudad, las principales oficinas y el sector comercial de la ciudad, La Alcaldía Municipal y el Centro Administrativo "La Chapolera", la Biblioteca Municipal, El Centro Comercial Uniplaza, La Plaza Cívica y el Parque Principal José Hilario López, El Hospital Departamental San Antonio y otras clínicas privadas, El Palacio de Justicia, la Estación Central del Cuerpo de Bomberos y el Centro Cultural y de Deportes Héctor Polanía Sánchez, así como la Escuela de Música de la ciudad.
- Comuna Barrios Unidos del Sur o Comuna 4: La comuna cuatro agrupa 20 barrios. Dentro de esta comuna se encuentra el Coliseo de Ferias y Espectáculos, el Centro Artesanal, La Concha Acústica, La Sede de Cámara de Comercio del Huila en Pitalito y el Centro Comercial Gran Plaza San Antonio.

### Corregimientos
Pitalito tiene constituido los siguientes corregimientos:
| Corregimientos  | Centros Poblados            | Veredas |
| 1 - Bruselas    | - Bruselas                  | El Cedro, Monte Cristo, Villa Fátima, Cristalina, El Encanto, El Diamante, El Mesón, Holanda, Campo Bello, La Palma, Alto Cabuyal Cabuyal del Cedro, Cabeceras, Cerritos, La Guandinosa, Hacienda Bruselas, Bombonal, Miraflores, El Palmito, El Porvenir, La Esperanza, El Pencil, El Carmen, Primavera, Esmeralda, Lomitas, Santafé, Las Brisas, Kennedy, Alto de la Cruz, Puerto Lleras y Normandía. |
| 2 - La Laguna   | - La Laguna - Los Arrayanes | La Laguna, Remolinos, El Bombo, Siete de Agosto, La Florida, La Unión, La Laguna Verde, El Mirador, La Manuelita. |
| 3 - Criollo     | - Criollo                   | El Cabuyo, Versalles, Albania, La Castilla, Palmar de Criollo, Ingalí, El recuerdo, Palmeras, Líbano, Jardín, Contador, Rincón de Contador, Hacienda de Laboyos, San Francisco, Santa Inés, Llano Grande, Camberos, El Maco, El Limón. |
| 4 - Chillurco   | - Chillurco                 | El Chircal, Vegas de Alumbre, La Paz, Barzalosa, El Rosal, Miravalles, Cálamo, La Meseta, Aguadas, Risaralda, Las Granjas, Filo de Chillurco, El Danubio, El Pedregal, Monte Bonito, Girasol, Cristo Rey y Altos del Magdalena, Alto Los Pinos y La Pradera. |
| 5 - Palmarito   | - Palmarito                 | Lucitania, Betania, San Martín, Tabacal, Santa Rosa, Los Andes, Cafarnaúm, El Diviso, Vista Hermosa, Bajo Solarte y Los Cristales. |
| 6 - Charguayaco | - Charguayaco               | Costa Rica, Divino Niño, Honda Porvenir, Paraíso Charguayaco, Macal, Santa Rita, El Triunfo, Zanjones, Bella Vista, Higuerón, Terminal, Resinas, Laureles, Barranquilla, La Estrella, Alto Naranjos. |
| 7- Guacacallo   | - Guacacallo                | Buenos Aires, El Tigre, Las Colinas, Paraíso la Palma, Monserrate |
| 8 - Regueros    | - Regueros                  | La Sibila, Raicitas, Acacos, Anserma, Nueva Zelanda, Corinto, La Coneca, La Parada, La Reserva, Guamal, Agua Negra, Charco del Oso, Cabaña de Venecia, San Luís, Mortiñal, Montañita, La Calzada. |

## Geografía

### Localización
El casco urbano del municipio está ubicado en las coordenadas 1°51′14″N 76°3′5″O / 1.85389, -76.05139 en el departamento del Huila, sobre el valle del Magdalena, a 188 km de la capital del Huila Neiva y a 485,4 km de Bogotá. 
| Noroeste: Isnos Huila                | Norte: Saladoblanco Huila Elías Huila | Nordeste: Timaná Huila           |
| Oeste: Isnos Huila San Agustín Huila |                                       | Este: Timaná Huila Acevedo Huila |
| Suroeste: San Agustín Huila · Cauca  | Sur: Palestina Huila Acevedo Huila    | Sureste: Acevedo Huila           |

### Hidrografía
El eje hidrográfico de Pitalito está conformado por un gran número de quebradas las cuales forman los principales ríos de la región, el Guachicos y el Guarapas, que sigue su curso más o menos paralelos de sur hasta su confluencia con el río Magdalena. La hidrografía local, está manifiesta por la unión dentro del perímetro urbano de varias quebradas que bajan del Higuerón en la parte Oriental, tales como Guamal, Higuerón y Aguablanca creando una zona pantanosa al oriente de la población. Estas quebradas desembocan en la quebrada de Cálamo, que corre de norte a sur para confluir finalmente en el río Guarapas. Este recibe, además las aguas de La Quebradona, Cusumbe, La Palma, La Unión, La Pita, Tabaco y Solarte. En el costado Noroeste se presenta una zona de ciénaga y pantano, conocidos con el nombre de La Coneca. Una de las reservas ecológicas y turísticas más importante del municipio es la Laguna de Guaitipán, clasificado como un humedal, con una extensión es de 12,12 hectáreas.

### Relieve
La zona urbana se encuentra ubicada en una zona llamada el Valle de Laboyos. Esta región es la puerta de entrada al Macizo Colombiano. Este territorio se encuentra entre las Cordilleras Central y Oriental. Dentro de su región se encuentra la Laguna de Guaitipán, el parque nacional Cueva de los Guácharos, entre otros. En el “Valle de Laboyos” por ser parte del Macizo Colombiano y el Cinturón Andino gozando de sectores planos como los valles de los ríos Guachicos y Guarapas y las tierras aledañas al Río Magdalena; sin embargo, también parte del territorio es montañoso donde se destacan también los filos de Chillurco y Las Letras, el cerro de El Limón, el Alto de Ingalí y Las Cruces, esta variedad de ecosistemas le otorga una temperatura entre 18 y 21 °C y le permite contar con condiciones ambientales estratégicas, exigiendo al Municipio adquirir predios para la protección de su sistema hidrográfico.

### Clima
Pitalito tiene clima húmedo con variaciones térmicas durante todo el año, predominando así el clima templado entre unos 18 a 21 °C. Hacia la mitad del año en los meses de mayo, junio y julio se presenta un periodo húmedo moderado, alcanzando así temperaturas hasta de 12 a 14 °C.
| Parámetros climáticos promedio de Pitalito, Huila (1320 m s. n. m.)                                                                              | Parámetros climáticos promedio de Pitalito, Huila (1320 m s. n. m.) | Parámetros climáticos promedio de Pitalito, Huila (1320 m s. n. m.) | Parámetros climáticos promedio de Pitalito, Huila (1320 m s. n. m.) | Parámetros climáticos promedio de Pitalito, Huila (1320 m s. n. m.) | Parámetros climáticos promedio de Pitalito, Huila (1320 m s. n. m.) | Parámetros climáticos promedio de Pitalito, Huila (1320 m s. n. m.) | Parámetros climáticos promedio de Pitalito, Huila (1320 m s. n. m.) | Parámetros climáticos promedio de Pitalito, Huila (1320 m s. n. m.) | Parámetros climáticos promedio de Pitalito, Huila (1320 m s. n. m.) | Parámetros climáticos promedio de Pitalito, Huila (1320 m s. n. m.) | Parámetros climáticos promedio de Pitalito, Huila (1320 m s. n. m.) | Parámetros climáticos promedio de Pitalito, Huila (1320 m s. n. m.) | Parámetros climáticos promedio de Pitalito, Huila (1320 m s. n. m.) |
| Mes | Ene.                                                                | Feb.                                                                | Mar.                                                                | Abr.                                                                | May.                                                                | Jun.                                                                | Jul.                                                                | Ago.                                                                | Sep.                                                                | Oct.                                                                | Nov.                                                                | Dic.                                                                | Anual                                                               |
| --- | ------------------------------------------------------------------- | ------------------------------------------------------------------- | ------------------------------------------------------------------- | ------------------------------------------------------------------- | ------------------------------------------------------------------- | ------------------------------------------------------------------- | ------------------------------------------------------------------- | ------------------------------------------------------------------- | ------------------------------------------------------------------- | ------------------------------------------------------------------- | ------------------------------------------------------------------- | ------------------------------------------------------------------- | ------------------------------------------------------------------- |
| Temp. máx. abs. (°C) | 32.0                                                                | 32.5                                                                | 32.2                                                                | 31.0                                                                | 29.8                                                                | 29.6                                                                | 29.0                                                                | 30.0                                                                | 30.0                                                                | 30.6                                                                | 30.0                                                                | 31.0                                                                | 32.5                                                                |
| Temp. máx. media (°C) | 26.8                                                                | 26.8                                                                | 26.6                                                                | 26.3                                                                | 26.1                                                                | 25.3                                                                | 24.5                                                                | 25.1                                                                | 25.9                                                                | 26.4                                                                | 26.5                                                                | 26.5                                                                | 26.1                                                                |
| Temp. media (°C) | 20.7                                                                | 20.8                                                                | 20.7                                                                | 20.4                                                                | 20.3                                                                | 19.7                                                                | 19.1                                                                | 19.3                                                                | 19.8                                                                | 20.3                                                                | 20.5                                                                | 20.6                                                                | 20.2                                                                |
| Temp. mín. media (°C) | 15.1                                                                | 15.4                                                                | 15.6                                                                | 15.7                                                                | 15.6                                                                | 15.2                                                                | 14.6                                                                | 14.5                                                                | 14.6                                                                | 15.1                                                                | 15.5                                                                | 15.2                                                                | 15.2                                                                |
| Temp. mín. abs. (°C) | 9.2                                                                 | 10.0                                                                | 10.0                                                                | 11.2                                                                | 11.0                                                                | 10.4                                                                | 9.0                                                                 | 7.5                                                                 |                                                                     | 10.0                                                                | 10.0                                                                | 10.4                                                                | 7.5                                                                 |
| Precipitación total (mm) | 63                                                                  | 80                                                                  | 102                                                                 | 136                                                                 | 143                                                                 | 137                                                                 | 134                                                                 | 107                                                                 | 86                                                                  | 97                                                                  | 103                                                                 | 70                                                                  | 1258                                                                |
| Días de precipitaciones (≥ ) | 13                                                                  | 14                                                                  | 18                                                                  | 21                                                                  | 22                                                                  | 22                                                                  | 22                                                                  | 21                                                                  | 19                                                                  | 18                                                                  | 18                                                                  | 15                                                                  | 223                                                                 |
| Horas de sol | 137                                                                 | 113                                                                 | 101                                                                 | 104                                                                 | 124                                                                 | 119                                                                 | 114                                                                 | 123                                                                 | 125                                                                 | 130                                                                 | 131                                                                 | 148                                                                 | 1469                                                                |
| Humedad relativa (%) | 79                                                                  | 79                                                                  | 80                                                                  | 81                                                                  | 81                                                                  | 83                                                                  | 83                                                                  | 82                                                                  | 81                                                                  | 81                                                                  | 81                                                                  | 80                                                                  | 80.9                                                                |
| Fuente: http://institucional.ideam.gov.co/descargas?com=institucional&name=pubFile77&downloadname=D%3A%5Cpromedios%20met%5CPromedios%2071-00.xls |                                                                     |                                                                     |                                                                     |                                                                     |                                                                     |                                                                     |                                                                     |                                                                     |                                                                     |                                                                     |                                                                     |                                                                     |                                                                     |

### Ecología
El Valle de Laboyos hace parte del Macizo Colombiano y del Cinturón Andino, declarado por la UNESCO en 1979, Reserva de la Biosfera. La ubicación estratégica le permite gozar de condiciones ambientales privilegiadas que le han llevado a ser considerado, como uno de los municipios con el mayor número de predios adquiridos para la protección de microcuencas. 
Su territorio integra el Parque nacional natural Cueva de los Guácharos, en el que se han desarrollado procesos de planificación territorial ambiental, cartografía comunitaria, redes comunitarias de conservación, grupos de monitoreo de biodiversidad y proyectos productivos sostenibles. Cabe resaltar qué estas experiencias han sido catalogadas como modelo de conservación en el País.
Además, fue uno de los primeros municipios en constituir, el Parque Natural Municipal, estrategia de conservación en donde se integra la reserva pública y privada para la preservación de los ecosistemas hídricos que garantizan el abastecimiento del acueducto municipal. Estudios realizados por entidades de investigación de la biodiversidad, demuestran la existencia en este territorio de importantes especies de flora y fauna, muchas de ellas incluidas en las listas de la UICN, en peligro y en vía de extinción como por ejemplo: El Roble Negro, La Orquídea, La Guadua, El Oso Andino, La Danta de Páramo, El Atlapetes Olivaceo, El Pato Colorado, La Reinita Naranja entre otras.

## Historia

### Época Precolombina
El valle de Laboyos y sus alrededores eran habitados por varias tribus indígenas como los Lacaco, Laboyos, Totalco, Güachicos y Güarapas. En la actualidad, existen registros de esta época en forma de petroglifos descubiertos en áreas como Anserma, Güamal, Chargüayaco y Güacacallo, así como también se han encontrado cerámicas, herramientas de piedra y restos óseos, evidenciando la presencia ancestral de seres humanos en esta región.

### Época Colonial

#### Llegada de los españoles
El Valle del río Guarapas, donde se ubica la ciudad en la actualidad, desempeñó un papel importante durante el período de la conquista. Gran parte de su territorio estaba habitado por tribus de las naciones Timaná y Yalcon. Fue descubierto a finales de 1538 por Sebastián de Belalcázar y su expedición, quienes partieron de Popayán con el objetivo de establecer los límites al norte de la Gobernación de Nueva Castilla.
Para llegar a este valle, atravesaron la cordillera central en la región del Puracé y llegaron a la parte alta del río Mazamorras. Luego siguieron el curso de este río y, pasando por la región de Isnos, finalmente llegaron al valle de Pitalito. Según el cronista Juan de Castellanos, en una de sus elegías, describió el valle de Pitalito como llegar a la "tierra prometida".

#### Fundación de la Villa de Güacacallo
El 18 de diciembre de 1538, el capitán Pedro de Añasco fundó una villa en el Valle de Laboyos, que inicialmente se llamó Guacacallo, debido a su ubicación en una terraza del río Cálamo. Esta villa desempeñó un papel importante al conectar a viajeros y mercancías entre Quito y Popayán con Bogotá. Sin embargo, debido a los constantes ataques de las tribus indígenas locales y de otras regiones cercanas como los Andaquíes, y también debido a un suceso relacionado con la Cacica Gaitana, la villa se trasladó al norte, cerca de la orilla del río Timaná, donde se encuentra actualmente el pueblo del mismo nombre.
Esta villa fue la primera fundación española en el sur del Alto Magdalena, y su territorio se correspondió con esta zona geográfica. Desde su fundación, la villa facilitó no solo el transporte de personas y mercancías, sino también permitió que los españoles se aventuraran hacia los territorios de los Andaquíes en el piedemonte (hacia el oriente, en lo que hoy es el departamento del Caquetá) y de los Mocoas (hacia el sur, en lo que hoy es el departamento del Putumayo, adentrándose hacia el Amazonas). Posteriormente, se abrió el camino real entre Timaná y Pasto a través del Páramo de las Papas, como una ruta más directa que evitaría dar la vuelta por Popayán.
Desde la fundación de la villa, se establecieron centros religiosos en los lugares donde se encontraban las tribus indígenas en el territorio, incluyendo la aldea de los indígenas laboyos. Después del traslado de la villa, el lugar original se mantuvo como un centro religioso.
Es importante tener en cuenta que debido a los abusos sufridos por los españoles que vivían en el territorio, las guerras entre ellos y los indígenas, las enfermedades traídas por los extranjeros y la huida hacia la selva, la población indígena se redujo drásticamente. Además, la apertura del camino del Quindío y la falta de un repoblamiento adecuado por parte de criollos o españoles hicieron que el territorio perdiera importancia y que la población no creciera ni se desarrollara como en otras regiones del país.

### Época de la Independencia

#### Fundación de Pitalito
En 1818, algunos de los vecinos de la viceparroquia, resolvieron construir sus casas de habitación en el sitio que denominaban El Pitalito, situado a dos leguas al noreste de la aldea los Laboyos, en un amplio llano sembrado de guaduales, cachimbos y árboles propios de este piso térmico, atraídos por lo pintoresco de la región, por la feracidad del suelo, la bondad del clima y la abundancia de sus aguas, así como de materiales de construcción. A éstos siguieron otros y otros en el mismo año, dando por resultado que la aldea de los Laboyos se despobló en muy poco tiempo, porque casi todos sus habitantes se trasladaron a poblar la región de Pitalito en la hacienda de Cálamo y colindando con la hacienda de Solarte donde existían ya más de dos mil cabezas de ganados vacuno y caballar. 
Como consecuencia, el presbítero José Hilario Sierra, es nombrado cura de la viceparroquia de Los Laboyos, construyó una capilla de paja en esta nueva región, la primera que hubo en aquel lugar, situada en donde se encuentra en la actualidad el templo de San Antonio, en cuyo frente demarcó la plaza, y a sus costados las calles de la nueva población, lo que se efectuó en el año de 1819.
Con fecha 9 de diciembre de 1818, el cabildo de la villa de Timaná determina elegir alcaldes para los distintos partidos. Fue designado por primera vez para la villa de Pitalito, a Luis Cristóbal de Cuéllar, cuya elección se había tenido en cuenta por ser curato separado. Sin embargo, a esta elección recayó la siguiente providencia: “...Tampoco se aprueba ni afirma la elección del alcalde partidario para la nueva parroquia de Pitalito, a Cristóbal de Cuéllar, cuya elección no consta en este gobierno...”
Después de la victoria del puente de Boyacá y con fecha 9 de diciembre de 1820, el cabildo de Timaná eligió como alcalde del partido de Pitalito a Ignacio de Cabrera y Rojas, primero que hubo en el municipio, el cual tomó posesión de su cargo el 6 de enero de 1821, ante el cabildo de Timaná reunido en Garzón. Durante el año de 1822 ocupó la alcaldía Jorge de Cuéllar, hijo de Luis Cristóbal. En 1823, Leandro Parra; en 1824 Joaquín Calderón.
El documento fechado el 2 de diciembre de 1835 en el mismo lugar, siendo cura Jerónimo España, Catarina Artunduaga, hija de José de Artunduaga, hizo donación del lote que había sido demarcado para la Plaza Principal, lo mismo que los solares para el templo y casa cural. La benefactora murió el 11 de julio de 1838.

### Época actual
Pitalito es la ciudad más poblada del Sur del Alto Magdalena y la segunda del departamento. Es una de las ciudades intermedias con mayor proyección a nivel nacional según un estudio del Banco Interamericano de Desarrollo. Se ha convertido en el mayor productor de café de Colombia y uno de los más importantes en cuanto a café especial. Por su ubicación estratégica, es un polo de desarrollo y punto importante de comercio y prestación de servicios para la ciudad-región y departamentos vecinos.

## Demografía
Según el DANE, se estima una población estimada para el año 2023 de 134.110 personas, con una densidad de aproximadamente 207,83 habitantes por kilómetro cuadrado. Del total, 76.558 (58,12%) personas viven en la cabecera municipal y 55.177 (41,88%) en el área rural. El 49,7% corresponden a hombres y el 50,3% a mujeres. Aproximadamente el 33,5% de la población de Pitalito, nació en otro municipio o en otro país. Este municipio ha presentando un crecimiento de 2005 a 2020 de un 28%, estableciendo así un crecimiento de un 2,33% anual.

### Etnografía
La composición etnográfica del municipio comprende: Población indígena: 1.368 personas (1,10%), población negra, mulata o afrocolombiana: 1.099 personas (0,88%) Población raizal: 2 personas (0,00%) Población ROM: 12 personas (0,01%) Población palenquera: 2 personas (0,00%) para un total de 2.483 personas correspondientes al 2 % de la población total del municipio. Además hay total de 469 de personas (0,4%) considerada como población de origen étnico en resguardos indígenas y dos resguardos indígenas en el territorio.

### Analfabetismo
El 9,8% de la población de 5 años y más y el 9,0% de 15 años y más de Pitalito no sabe leer y escribir. El 59,5% de la población en cabecera de 3 a 24 años asiste a un establecimiento educativo formal. El 51,0% de la población residente en Pitalito, ha alcanzado el nivel básica primaria; el 27,0% ha alcanzado secundaria y el 3,7% el nivel superior y postgrado. La población residente sin ningún nivel educativo es el 13,1%. 

### Laboyanos en el exterior
De los laboyanos que viven en el exterior el 32,4 % lo hace en España, el 17,9 % está en Estados Unidos, el 15,8 % en México, 8,7 % Ecuador, el 6,3 % en Venezuela, 3,7 % en Canadá, 0,5 % en Perú, 0,5 % en Panamá, 0,5 % en Costa Rica, 0,4% en Nicaragua, 0,5 % en Australia. Unos 13,2 % Viven en otros países.

## Economía
La actividad económica del municipio se basa en la explotación agrícola, ganadera y maderera; además la manufactura, la elaboración de artesanías, el comercio y el turismo ecológico y de aventura. El 11,8 % de los establecimientos se dedica a la industria; el 52,7 % a comercio; el 27,4 % a servicios y el 8,2 % a otra actividad.

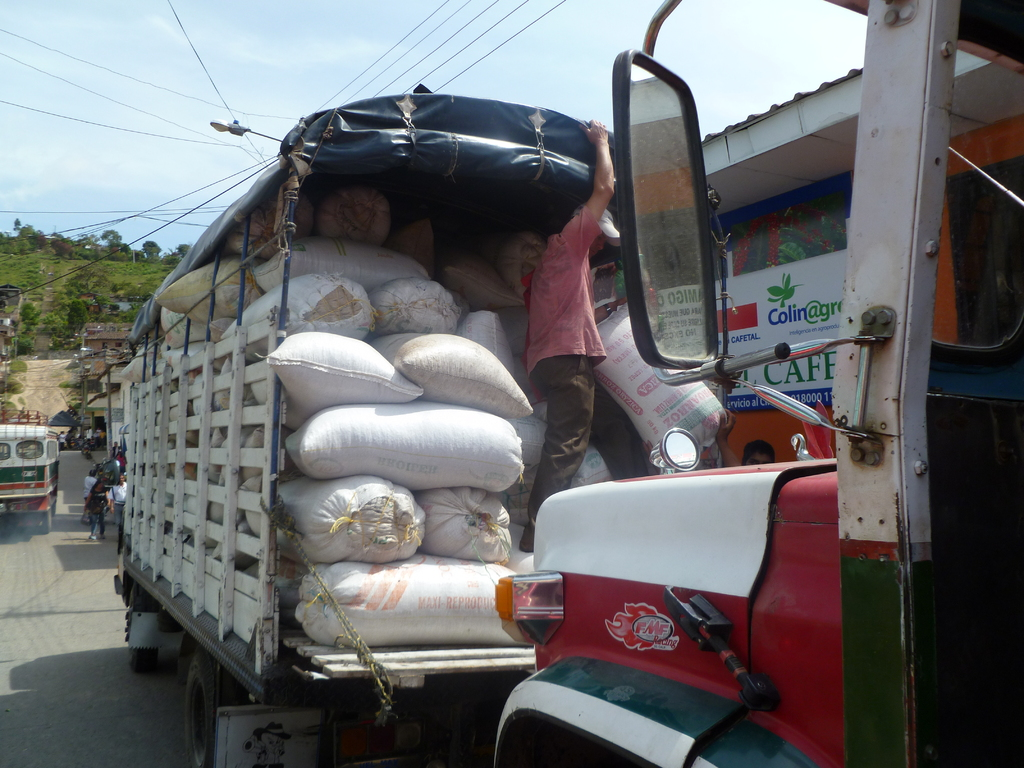
Transporte de cargas de Café en Pitalito

### Sector Primario
En el sector primario, la producción cafetera, es llevada a cabo por aproximadamente 18.000 familias que derivan su sustento y sus ingresos económicos de esta actividad agrícola, se destaca el posicionamiento de la región a nivel nacional como el nuevo eje cafetero de Colombia, ocupando Pitalito el primer lugar como municipio de mayor producción en el país y no solo en producción, sino que también es la mayor productora de Cafés Especiales, lo cual se confirma año tras año en el concurso Taza de la Excelencia.
La producción agrícola en sus renglones de mayor importancia corresponde a los cultivos de fríjol, maíz, caña de azúcar, arveja, yuca, plátano, frutales y hortalizas. La ganadería, la avicultura, la porcicultura, la piscicultura y la extracción de maderas se han constituido como importantes para la generación de empleo.

### Sector Secundario-Terciario
Por su ubicación geográfica, Pitalito es considerado como uno de los epicentros en el sur del Colombia, donde convergen visitantes de los departamentos vecinos que hacen del comercio del municipio tenga auge y un crecimiento exponencial por su calidad y la gran variedad de servicios y productos que se ofrece. El Municipio cuenta con 3.588 establecimientos comerciales, que prestan una variedad de opciones que van desde servicios, la venta, mantenimiento, reparaciones, hoteles, restaurantes, cafeterías, farmacias, bares discotecas, tabernas, centros comerciales, con ventas al menor y por mayor de una variedad de productos.
Actualmente la industria manufacturera tiene una participación del 10.2%. Constituyendo 195 empresas en la actividad económica de industria manufacturera, de las cuales el 23% lo constituyen empresas dedicadas a la elaboración de productos de panadería, un 9% son empresas encargadas de la confección de prendas de vestir, 7% son actividades en la fabricación de productos metálicos y muebles, 4% actividades de impresión y mantenimiento de maquinaria, por último con el 3% actividades de elaboración de lácteos, tratamiento y revestimiento de metales.
Las explotaciones mineras secundarias permiten la creación de pequeñas industrias no muy tecnificadas que generan empleo para pequeños grupos de personas. La minería en el municipio de Pitalito cuenta con 19 minas de arcilla, está constituida principalmente por la explotación de arcillas para la fabricación de ladrillos y pequeñas unidades productivas importantes en el mercado como las artesanías en cerámica, objetos de construcción civil a base de arcilla, y otros tipos de artesanías, se evidencia que el municipio no tiene como actividad principal la minería.

## Transporte
Es reconocido como la Estrella Vial del Surcolombiano por ser el punto de encuentro para varios destinos al oriente, norte, sur y occidente del país.  

#### Transporte aéreo
El Aeropuerto Contador es la terminal aérea de Pitalito, la cual está ubicada a 5 km de la ciudad, en la vía hacia San Agustín; a Pitalito viajan tres aerolíneas, TAC con vuelos chárter desde Cali; EasyFly con vuelos hacia y desde Medellín al Aeropuerto José María Córdova, y la aerolínea Satena con rutas entre Bogotá - Pitalito desde y hacia el Aeropuerto El Dorado, y Cali - Pitalito desde y hacia el Aeropuerto Bonilla Aragón.

#### Transporte Terrestre
El Terminal de transporte de Pitalito está en funcionamiento las 24 horas al día cubriendo rutas a Neiva, Popayán, Florencia, Cali, Bogotá, Pereira, Armenia, Medellín, Manizales, Mocoa, Pasto, Ibagué, Puerto Asís y otros municipios en el Caquetá, Cauca, Putumayo y Huila. Respecto del transporte regional, que también parte del Terminal de Transportes, el servicio suele prestarse en camionetas, buses, chivas, y camperos a los municipios y zonas más cercanos a Pitalito.
Por Pitalito pasa la Ruta Nacional 45, la autopista más larga de Colombia, la cual conecta al sur del país con el norte.  Esta vía hacia el sur del país es importante por su comunicación con el Departamento del Putumayo, ya que por esta se transporte las grandes reservas de petróleo que este produce y aporta a la economía nacional. Y por su comunicación con la República del Ecuador.  
También cruza por Pitalito la Ruta Nacional 20, que conecta el oriente del país con el occidente, permitiendo el intercambio de bienes y servicios entre Florencia y Popayán, por esta ruta, y luego tomar la Ruta Panamericana para llegar sea a Cali y al puerto de Buenaventura o a la República del Ecuador por Ipiales.
Distancia en km desde Pitalito hacia algunos destinos importantes:
- Pitalito - Garzón (Huila): 67 km
- Pitalito - Mocoa: 133 km
- Pitalito - Florencia (Por la Ruta 45): 140 km
- Pitalito - Popayán: 156 km
- Pitalito - Neiva: 181 km
- Pitalito - Puerto Asís: 219 km
- Pitalito - Pasto: 280 km
- Pitalito - Cali: 291 km
- Pitalito - Puente Internacional de San Miguel: 306 km
- Pitalito - Nueva Loja, Ecuador: 333 km, (Por la Ruta 45)
- Pitalito - Puente Internacional de Rumichaca: 360 km
- Pitalito - Ibagué: 398 km
- Pitalito - Bogotá: 500 km
- Pitalito - Quito, Ecuador, 593 km, (Por la Ruta 45)
- Pitalito - Medellín: 764 km

#### Transporte público y Movilidad
Pitalito cuenta con una red de transporte público municipal, que cubre rutas en toda la ciudad y sectores rurales. Además se cuenta con el servicio de aproximadamente 400 taxis.

## Turismo
La Secretaría de Desarrollo Económico y Agropecuario destaca diferentes sitios y actividades como:

### Sector Ecoturístico
- Sitios naturales como la Laguna de Guaitipán, el río Yuma y río Güachicos, y piscinas naturales en el río Güarapas. Humedales La Coneca y Marengo, entre otros
- Parque regional de Peñas Blancas. (bosque protegido de cedro negro)
- Parque Municipal Corredor Biológico Güácharos - Puracé.
- Fincas agroturísticas de café especial y otros enfoques.
- Sendero Ambiental Finca Marengo.
- Senderismo en diferentes lugares.
- Rafting en el río Magdalena.
- Ciclomontañismo y ciclismo de ruta.
- Avistamiento de aves.

### Sector Turismo Artesanal
- El arte de los petroglifos ubicados en las veredas Anserma, Guamal, Charguayaco y Guacacallo.
- Talabartería artesanal.
- Cerámica artesanal.
- Museo de Arqueología y Arte.
- Museo costumbrista de Bruselas.
- Museo de Arte La Terraza.
- Fundación Cultural La Embarrada - Tertulia. Escritores.
- Exposición permanente de artistas del sur.
- Exposición permanente de Arte Vial.

Es de resalta que la Chiva, producto artesanal costumbrista hecho en arcilla, tiene denominación de Origen.

### Sector Turismo Experiencial
- Centro Equino. Cabalgatas y visita a centros de entrenamiento de chalanes y amazonas.
- Escuelas de danza folclórica y moderna. (sanjuanero huilense, bambucos, pasillos, andina, rumba campesina, salsa)
- Escuela Nacional del Café.
- Ruta de la Cerámica
- Ruta de la Talabartería
- Ruta del Café Especial.
- Tour gastronómico (asado huilense, tamal huilense, lechona huilense, fiambre, viudo de pescado, trucha, sancocho de gallina, envueltos, envuelto de plátano, envuelto de maíz subido, envuelto de choclo, envuelto de yuca, insulsos, arepa de maíz trillado, arepa de choclo, arepa de maíz sarazo, pan de yuca, cuca cuadrada, pan de maíz, achiras, güarapo, aguapanela, candil, chicha, masato, güarrús, mistela, cerveza artesanal, sevillana, dulce de güayaba, bocadillo, esponjoso de güayaba, cuajada, queso, quesillo, colada de achira, productos derivados del café, y frutas de la región.  En temporada navideña se puede disfrutar del dulce de nochebuena compuesto por dulce de brevas y papaya, cascos de limón, pan mojado, natilla, buñuelos, cuajada o queso, y arequipe).

### Ferias y fiestas
- Feria Internacional Agroecológica - Septiembre.
- Festival Folclórico Laboyano (festividades de San Juan y San Pedro)- mayo, junio y julio.
- Feria Automotríz - Julio o Agosto
- Cumpleaños de Pitalito - 13 de Junio
- Día del campesino (junio).
- Celebración Nuestra Señora del Carmen (julio).
- Semana Empresarial - Septiembre u Octubre
- Encuentro Nacional de Músicas Tradicionales -Recuerdas- (septiembre).
- Festival Nacional de Música Andina -Faiver Olave- (octubre)
- Cumbre del Macizo
- Expoferias Pitalito - Noviembre
- Exposur Pitalito
- Semana Cultural Laboyana - Octubre (Realizada por todas las instituciones educativas del municipio)
- Feria Nacional Artesanal - Noviembre
- Feria y Exposición Equina Grado A - Noviembre
- Festividades Decembrinas
- Feria Ganadera Grado B y Muestra Agroindustrial - Septiembre

Se puede disfrutar de sus eventos y fiestas, sobre todo en el mes de noviembre, y las exhibiciones de artistas laboyanos y artistas internacionales en sus ferias.
Hay que destacar que dentro de los atractivos turísticos más importantes de la capital del Surcolombiano esta el Tecnoparque Agroecológico Yamboró del Centro de Gestión y Desarrollo Sostenible Surcolombiano SENA; que celebra cada dos años La Feria Internacional Agroecológica en el mes de septiembre.
Además, Pitalito está a tan solo 36 kilómetros del Parque Arqueológico de San Agustín, monumento nacional de Colombia.
De igual forma, dentro de la oferta turística, el municipio de Pitalito cuenta con más de 50 establecimientos que ofrecen servicio de alojamiento y hospedaje, 8 agencias de viajes, 20 guías de turismo y 4 empresas de transporte especial turismo.

## Servicios

### Judicial
- Circuito Judicial de Pitalito:
- Fiscalía General de la Nación - Seccional Pitalito.
- Instituto Nacional de Medicina Legal y Ciencias Forenses - Unidad Básica Pitalito.
- Procuraduría Provincial de Pitalito.

### Educación
Públicas
- Universidad Surcolombiana - Sede Pitalito
- Servicio Nacional de Aprendizaje (SENA), formación para el trabajo en los niveles técnico y tecnológico.
- Escuela Nacional de la Calidad del Café - Alianza SENA
- Escuela Superior de Administración Pública ESAP- CETAP Pitalito
- Universidad Nacional Abierta y a Distancia (UNAD)

Privadas
- Corporación Universitaria del Huila (CORHUILA)

### Salud
La salud en Colombia se rige por la legislación vigente (Ley 100 de 1993) y es regulada por el Ministerio de la Protección Social. En el ámbito local, está a cargo la Secretaría de Salud, que depende de la Alcaldía Municipal. Otras instituciones son la Cruz Roja Colombiana, la Defensa Civil Colombiana, que se encarga de emergencias, calamidades y desastres de origen natural, y el Instituto Colombiano de Bienestar Familiar (ICBF), encargado de la protección integral de la familia y la niñez.
Los centros hospitalarios del municipio son:
- ESE Hospital Universitario San Antonio de Pitalito: es el único hospital de alta complejidad en el sector público. [31]

En el sector privado, hay 5 clínicas de mediana y alta complejidad:
- Clínica Reina Isabel
- Clínica María Auxiliadora
- Clínica Salud Vital
- Clínica Nueva EPS
- Clínica Colsanitas
- Clínica Medicenter

### Servicios públicos
- Acueducto: La Empresa de Servicios Públicos Domiciliarios de Pitalito E.S.P, es la entidad responsable por el servicio público de acueducto. El servicio de acueducto cuenta con cobertura total de 85,5%.[32]
- Alcantarillado: La Empresa de Servicios Públicos Domiciliarios de Pitalito E.S.P, es la entidad responsable por el servicio público de alcantarillado. La cobertura del alcantarillado en el área urbana y rural, es de un 68,5%.
- Aseo Urbano: x es la empresa prestadora en la recolección, transporte y disposición final de residuos sólidos para los diferentes barrios de la Cabecera municipal.
- Alumbrado Público:
- Energía Eléctrica: La empresa encargada de proporcionar la cobertura y comercialización de la electricidad es la Electrificadora del Huila administrado por EMPITALITO S.A. Mientras, Electrohuila es propietaria de las 8 subestaciones de energía conectadas a la red nacional y opera la Represa de Betania, una de las principales generadoras de energía del país.
- Gas Natural: x es la empresa distribuidora y comercializadora de gas natural en el municipio.

### Comunicaciones
- Radio:
- TV:

### Otros
- Superintendencia de Notariado y Servicios - Oficina de Registro de Instrumentos Públicos Seccional Pitalito.
- Superintendencia de Notariado y Servicios - Notaria del Pitalito
- ICBF - Centro Zonal Pitalito.

## Estructura organizacional municipal
| Pitalito     | Pitalito    | Pitalito                   |
| Departamento | Código DANE | Categoría municipal (2023) |
| ------------ | ----------- | -------------------------- |
| Huila        | 41551       | Tercera                    |

- Personería: Es un centro del Ministerio Público de Colombia que ejerce, vigila y hace control sobre la gestión de las alcaldías y entes descentralizados; velan por la promoción y protección de los derechos humanos; vigilan el debido proceso, la conservación del medio ambiente, el patrimonio público y la prestación eficiente de los servicios públicos, garantizando a la ciudadanía la defensa de sus derechos e intereses.

El actual Personero municipal es x (2024-2027).
- Concejo Municipal: Se regulan por los reglamentos internos de la corporación en el marco de la Constitución Política Colombiana (artículo 313) y las leyes, en especial la Ley 136 de 1994 y la Ley 1551 de 2012.

Constituido por 17 concejales por un periodo de 4 años. Actualmente se encuentra distribuido con los siguientes partidos para el periodo 2024 - 2027 de la siguiente forma:
x (Conservador), x (Liberal), x (Partido de la U), x (Fuerza de La Paz), x (ASI), x (Mais) y x (Cambio Radical).
- Alcaldía Municipal: En esta se encuentra la administración municipal y las entidades descentralizadas del municipio.

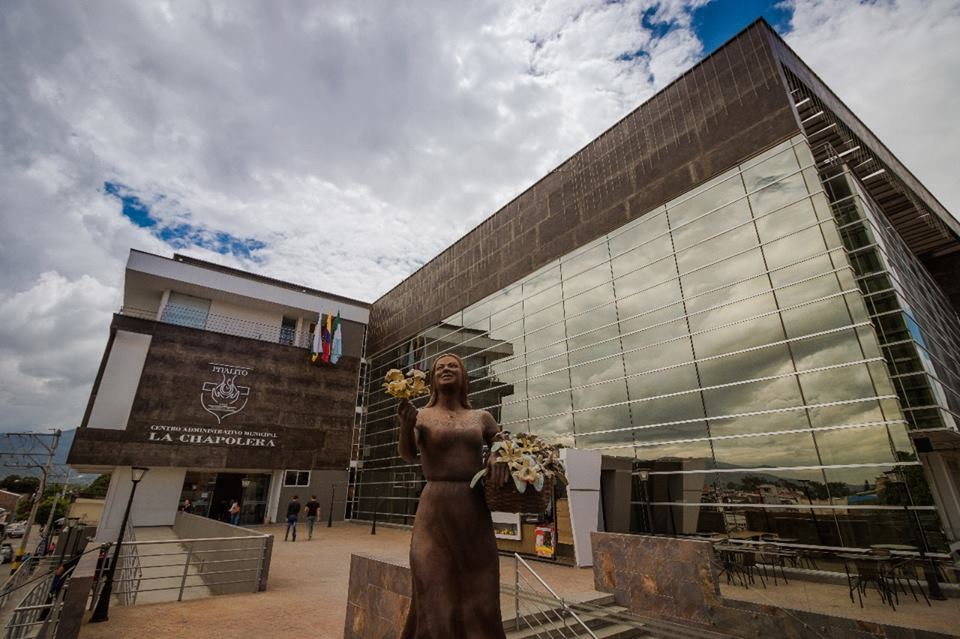
Centro Administrativo Municipal de Pitalito

El Alcalde se pronuncia mediante decretos y se desempeña como representante legal, judicial y extrajudicial del municipio. El actual Alcalde municipal es Yider Luna Joven (2024-2027), elegido por voto popular.
- JAL.